# Socket 5
Il Socket 5 è il socket utilizzato per la prima generazione delle CPU Intel Pentium funzionante a 75 MHz (il clock). Formato da 320 pin, è il primo socket Intel di tipo "Staggered Pin Grid Array" (SPGA). Proprio questa peculiarità permise di avvicinare molto i pin tra di loro consentendone quindi l'elevato numero.
Il socket 5 rimase in produzione dal 1993 al 1996, in un'epoca dove quale i processori Intel erano meno diffusi degli AMD.
La prima azienda ad utilizzare il socket 5 è stata la Olivetti, seguita da IBM e NCR.
Il suo successore fu il Socket 7.